# Amparo Iturbi Báguena
Amparo Iturbi Báguena (València, 12 de març de 1898 - Beverly Hills, 22 d'abril de 1969) va ser una pianista valenciana. Germana de José Iturbi, acompanyà el seu germà en l'aventura americana, fent diverses aparicions en pel·lícules de Hollywood.

## Biografia
Era la filla petita de Ricardo Iturbi i Teresa Báguena, que tenien una gran afició a la música. Va tenir com a mestres de música María Jordán i Eduard López-Chavarri.
Va debutar a Barcelona a l'edat de quinze anys. L'any 1925 va fer el seu primer concert important a l'estranger, a la Salle Gaveau de París, on havia anat acompanyant el seu germà. La seva interpretació de Goyescas va ser molt admirada i el mateix Granados va dir que Empar Iturbe era qui millor la interpretava. Posteriorment va fer una gira conjunta amb el seu germà per Itàlia, Suïssa, Bèlgica, els Països Baixos i el Regne Unit. També va fer d'acompanyant de la cèlebre soprano catalana Maria Barrientos. El seu debut als Estats Units d'Amèrica va tenir lloc l'any 1937.
Va tenir una única filla, també anomenada Amparo, d'un breu matrimoni amb l'exportador de taronges Enrique Ballester, la qual va dirigir una companyia de flamenc d'anomenada internacional.
Va morir a Beverly Hills, el 22 d'abril de 1969, a causa d'un tumor cerebral.

## Carrera cinematogràfica
Amparo Iturbi va aparèixer en diverses pel·lícules musicals de la MGM, fent d'ella mateixa i en companyia del seu germà: 
- Two Girls and a Sailor (1944)
- Holiday in Mexico (1946)
- Three Daring Daughters (1948)
- That Midnight Kiss (1949)

També va participar en la banda sonora de Three Daring Daughters (1948). Amparo Iturbi apareixia en aquestes pel·lícules tocant el piano. Tots dos germans van guanyar fama pels seus duos pianístics. Van fer aparicions televisives al Show de Jimmy Durante l'any 1955 i a The Bell Telephone Hour l'any 1962. Va deixar molts enregistraments com a solista o formant duo. L'any 1999 va eixir al mercat un CD amb el títol Celebrated Artistry-Mozart/Jose & Amparo Iturbi.
El 1956 va ser nomenada ciutadana honorària de Texas i dos anys després va rebre, a Espanya, el títol de Dama de la Cruz de Isabel la Católica. Anys després va estar a punt d'esdevenir directora del Departament de piano de la Universitat de Loiola.

## Homenatges
- La California State University a Fresno, ofereix una beca anual Amparo Iturbi per al perfeccionament pianístic.
- José Iturbi va dotar un fons per a una beca d'especialització en interpretació pianística en memòria de la seua germana, a la Loyola Marymount University.
- La ciutat de València té un carrer dedicat a Amparo Iturbi.
- L'any 2019, amb motiu del 50è aniversari de la seva mort, es va presentar a València la mostra «Iturbis». Era un homenatge a Amparo i José Iturbi, però reivindicant la figura d'ella, que durant la seva carrera professional va quedar eclipsada per la del seu germà.[8]